# Стіліанос Мавроміхаліс
Стіліано́с Мавроміха́ліс (грец. Στυλιανός Μαυρομιχάλης; 1902 — 30 жовтня 1981) — грецький політик, прем'єр-міністр країни.

## Життєпис
Народився на півострові Мані. Був нащадком славнозвісного Петроса Мавроміхаліса, учасника Грецької революції.
Кваліфікований юрист, очолював Вищий касаційний суд та Верховний суд Греції. Упродовж короткого періоду виконував обов'язки глави уряду.
1. ↑  Pas L. v. Genealogics — 2003.